# Agrilus sulphurifer
Agrilus sulphurifer é uma espécie de inseto do género Agrilus, família Buprestidae, ordem Coleoptera.
Foi descrita cientificamente por Burmeister, 1872.